# Brannerion
Brannerion è un genere di pesci ossei estinti, appartenenti agli albuliformi. Visse nel Cretaceo inferiore (Aptiano - Albiano, circa 120 - 108 milioni di anni fa) e i suoi resti fossili sono stati ritrovati in Sudamerica.

## Descrizione
Questo pesce era di medie dimensioni, e poteva raggiungere una lunghezza di 35 centimetri. Il corpo di Brannerion era piuttosto alto, mentre il muso era smussato e gli occhi erano grandi. I denti del basisfenoide erano molariformi, mentre quelli lungo il margine delle mascelle erano sostanzialmente villiformi. La pinna dorsale era di forma triangolare, alta e corta, ed era posta appena dietro la metà del corpo; la pinna anale era di forma e dimensioni simili, dalla base allungata e leggermente più arretrata. Le scaglie erano cicloidi, fortemente embricate. Il canale sensorio nell'osso dentale era quasi aperto, e i pori erano lunghi quasi tre volte tanto la distanza tra un poro e l'altro. 

## Classificazione
Brannerion è un rappresentante arcaico degli albuliformi, un gruppo di pesci teleostei attualmente rappresentati da poche forme come Albula e Pterothrissus. Il genere Brannerion venne istituito nel 1919 da Jordan, sulla base di resti fossili rinvenuti nella famosa Chapada do Araripe nella formazione Santana (nordest del Brasile) e precedentemente attribuiti ad altri generi di pesci. La specie tipo è Brannerion vestitum, descritta inizialmente dallo stesso Jordan e Branner nel 1908 come Calamopleurus vestitus, ma è nota anche la specie B. latum, descritta inizialmente da Louis Agassiz nel 1841 come Rhacolepis latus. Fossili di B. latum sono noti anche nella formazione Codò nella zona di Parnaìba. Altri morfotipi, non ascrivibili a nessuna delle due specie, sono noti nella formazione Santana. Secondo una revisione di Forey e Maisey (2010), Brannerion sarebbe un rappresentante basale degli Albuloidei.

## Paleoecologia
Brannerion era un pesce dal nuoto relativamente lento che si cibava di piccoli animali acquatici e piante.